# Monstre-Quadrille
Monstre-Quadrille är en kadrilj utan opustal av bröderna Josef och Johann Strauss den yngre. Den framfördes första gången den 13 februari 1860 i Sofienbad-Saal i Wien.

## Historia
En karnevalsbal av gigantiska proportioner ägde rum den 13 februari 1860 i Sofienbad-Saal i Wien. Bröderna Josef och Johann Strauss dirigerade var sin orkester och framförde över 50 dansstycken: 14 valser, 10 kadriljer, 9 polka-françaises, 8 polkamazurkor, 8 schnellpolkor och 1 schottis. Före paus förenade sig de båda orkestrarna i ett gemensamt framförande av Monstre-Quadrille. Liksom med ett annat av deras gemensamma verk, Hinter den Coulissen, går det inte att veta hur bröderna delade upp arbetet sinsemellan. 

## Om kadriljen
Speltiden är ca 5 minuter och 58 sekunder plus minus några sekunder beroende på dirigentens musikaliska tolkning.